# Guangxi
Guangxi este o provincie autonomă din Republica Populară Chineză. Este provincia unde majoritatea celor de etnie Zhuang conviețuiesc.

## Orașe
- Chongzuo (崇左市)
- Baise (百色市)
- Beihai (北海市)
- Fangchenggang (防城港市)
- Guigang (桂港)
- Guilin (桂林市)
- Hechi (河池市)
- Hezhou (贺州市)
- Laibin (来宾市)
- Liuzhou (柳州市)
- Nanning (南宁市)
- Qinzhou (钦州市)
- Wuzhou (梧州市)
- Yulin (玉林市)